# Roger Bernat I de Foix
Roger Bernat I de Foix, dit el Gras (Foix, 1130 - 1188) fou comte de Foix (1148-1188) i governador de Provença.

## Orígens familiars
Fou el fill i successor de Roger III de Foix i la seva esposa Ximena d'Osona. Era net per tant, per línia materna, del comte de Barcelona Ramon Berenguer III.

## Vida política
El nou comte va fer donacions als bisbes de Pàmies (o Pàmies), a l'abadia de Bolbona i a l'església de Sant Antoní de Fredelàs; va fer acords, pariatges, amb aquesta església i amb l'abadia de Sant Volusià, amb aquesta referida a la vila de Foix.
El 1151 es va casar a Cecília, filla de Ramon Trencavell I de Carcassona el que l'acostà més a la casa comtal catalana però sense comprometre's en la guerra entre el casal de Barcelona i el casal de Tolosa el 1159.
El 1185 el comte de Barcelona el va nomenar governador de Provença.

## Núpcies i descendents
Es casà en primeres núpcies amb una donzella de nom desconegut i amb la qual no va tenir fills.
En segones núpcies es casà vers el 1151 amb Cecília de Besiers, filla del vescomte de Besiers Ramon Trencavell i rebesneta del comte Pere Ramon I de Carcassona. D'aquesta unió nasqueren:
- l'infant Roger de Foix (?-1182), mort jove
- l'infant Ramon Roger I de Foix (?-1223), comte de Foix
- la infanta Esclarmonda de Foix, casada amb Jordà II, senyor d'Illa Jordà
- la infanta Sibil·la de Foix, casada amb el vescomte Roger I de Coserans
- una filla de nom desconegut, casada amb Arnau Guillem, senyor de Marquesava

Va morir el 1188 i fou enterrat a l'abadia de Bolbona.